# Erycibe sapotacea
Erycibe sapotacea är en vindeväxtart som beskrevs av Hallier f., Amp; Prain och David Prain. Erycibe sapotacea ingår i släktet Erycibe och familjen vindeväxter. Inga underarter finns listade i Catalogue of Life.